# Grand Prix Formule 1 van Marokko 1958
De Grand Prix Formule 1 van Marokko 1958 werd gehouden op 19 oktober op het circuit van Ain-Diab. Het was de elfde en laatste race van het seizoen.

## Uitslag
Formule 2-wagens mochten aan deze race deelnemen (de resultaten hiervan zijn hieronder zichtbaar in "lichtgele" kleur).
| Pos. | Nr. | Coureur             | Constructeur  | Rondes | Tijd / Oorzaak uitval | Grid | Punten |
| ---- | --- | ------------------- | ------------- | ------ | --------------------- | ---- | ------ |
| 1    | 8   | Stirling Moss       | Vanwall       | 53     | 2:09:15.1             | 2    | 9S     |
| 2    | 6   | Mike Hawthorn       | Ferrari       | 53     | +1:24.7               | 1    | 6      |
| 3    | 4   | Phil Hill           | Ferrari       | 53     | +1:25.5               | 5    | 4      |
| 4    | 18  | Jo Bonnier          | BRM           | 53     | +1:46.7               | 8    | 3      |
| 5    | 16  | Harry Schell        | BRM           | 53     | +2:33.7               | 10   | 2      |
| 6    | 22  | Masten Gregory      | Maserati      | 52     | +1 Ronde              | 13   |        |
| 7    | 30  | Roy Salvadori       | Cooper-Climax | 51     | +2 Rondes             | 14   |        |
| 8    | 32  | Jack Fairman        | Cooper-Climax | 50     | +3 Rondes             | 11   |        |
| 9    | 24  | Hans Herrmann       | Maserati      | 50     | +3 Rondes             | 18   |        |
| 10   | 34  | Cliff Allison       | Lotus-Climax  | 49     | +4 Rondes             | 16   |        |
| 11   | 50  | Jack Brabham        | Cooper-Climax | 49     | +4 Rondes             | 19   |        |
| 12   | 28  | Gerino Gerini       | Maserati      | 48     | +5 Rondes             | 17   |        |
| 13   | 52  | Bruce McLaren       | Cooper-Climax | 48     | +5 Rondes             | 21   |        |
| 14   | 58  | Robert La Caze      | Cooper-Climax | 48     | +5 Rondes             | 23   |        |
| 15   | 60  | André Guelfi        | Cooper-Climax | 48     | +5 Rondes             | 25   |        |
| 16   | 36  | Graham Hill         | Lotus-Climax  | 45     | +7 Rondes             | 12   |        |
| DNF  | 12  | Stuart Lewis-Evans  | Vanwall       | 41     | Dodelijk Ongeluk      | 3    |        |
| DNF  | 54  | François Picard     | Cooper-Climax | 31     | Ongeluk               | 24   |        |
| DNF  | 56  | Tom Bridger         | Cooper-Climax | 30     | Ongeluk               | 22   |        |
| DNF  | 10  | Tony Brooks         | Vanwall       | 29     | Motor                 | 7    |        |
| DNF  | 2   | Olivier Gendebien   | Ferrari       | 29     | Ongeluk               | 6    |        |
| DNF  | 14  | Jean Behra          | BRM           | 26     | Motor                 | 4    |        |
| DNF  | 26  | Wolfgang Seidel     | Cooper-Climax | 15     | Ongeluk               | 20   |        |
| DNF  | 20  | Ron Flockhart       | BRM           | 15     | Nokkenas              | 15   |        |
| DNF  | 38  | Maurice Trintignant | Cooper-Climax | 9      | Motor                 | 9    |        |

## Statistieken
| Pole-position | Mike Hawthorn | Ferrari | 2:23.1 |
| Snelste ronde | Stirling Moss | Vanwall | 2:22.5 |

## Noot
- Dit was het debuut voor de Britse coureur Tom Bridger, de Marokkaans-Franse coureur Robert La Caze - de eerste Marokkaan in Formule 1 - en de Franse coureurs André Guelfi en François Picard.
- Tiende Grand Prix-winst voor Stirling Moss.
- Eerste wereldtitel voor Mike Hawthorn en voor een Britse coureur. Hawthorn was de vierde coureur die wereldkampioen werd.

1925 · 1926 · 1927 · 1928 · 1930 · 1931 · 1932 · 1934 · 1954 · 1955 · 1956 · 1957 · 1958